# Testudinoidea
Testudinoidea is een superfamilie van schildpadden waartoe de meeste soorten schildpadden behoren. Er vallen drie families onder; de landschildpadden (Testidunidae), de moerasschildpadden (Emydidae) en de familie Geoemydidae, waar (nog) geen Nederlandse naam voor is.
Testudinoidea is de enige superfamilie waarvan soorten in Europa voorkomen, maar vele soorten zijn daarnaast ook in Amerika, Afrika en Azië te vinden.
Testudinoidea is de meest uiteenlopende groep van de vijf superfamilies, in de zin dat alle andere vier zich beperken in geografische verspreiding of juist goed gespecialiseerd zijn, zoals de Chelonioidea, waartoe alle in zee levende schildpadden behoren of de Trionychoidea, die allemaal sterk afhankelijk zijn van zoet tot brak oppervlaktewater en geen hoornplaten op het schild hebben.

## Taxonomie
Superfamilie Testudinoidea
- Familie Emydidae (Moerasschildpadden)
- Familie Testudinidae (Landschildpadden)
- Familie Geoemydidae (vroeger: Bataguridae)